# الفرنسية في بروكسل

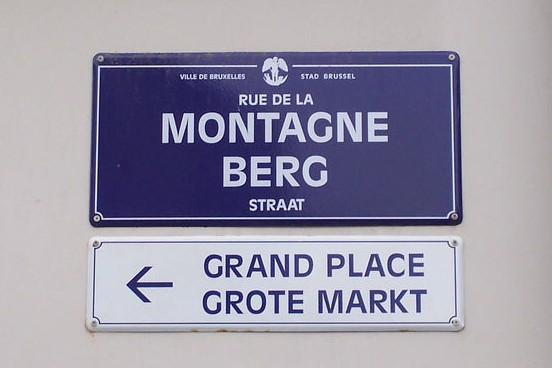
علامات الشوارع الفرنسية والهولندية ثنائية اللغة في بروكسل

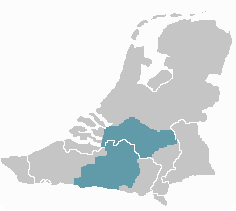
المنطقة التي يتحدث بلهجة برابانت

الفرنسية في بروكسل يشير إلى التطور، على مدى القرنين الماضيين،  لهذه المدينة الناطقة تاريخًا بالهولندية  لتصبح واحدة من اللغات التي أصبحت فيها الفرنسية لغة الأغلبية واللغة المشتركة. السبب الرئيسي لهذا الانتقال كان الاستيعاب السريع الإلزامي للسكان الفلمنديين،  تضخيمه بالهجرة من فرنسا ووالونيا.
بدأ نهوض الفرنسيين في الحياة العامة تدريجياً بحلول نهاية القرن الثامن عشر،  تسارع سريعًا حيث شهدت العاصمة الجديدة زيادة كبيرة في عدد السكان بعد الاستقلال البلجيكي. الهولندية - التي ما زال توحيدها في بلجيكا ضعيفًا جدًا  - لم تستطع التنافس مع الفرنسية، التي كانت هي اللغة الحصرية للجهاز القضائي والإدارة والجيش والتعليم والثقافة الرفيعة والإعلام. تم الاعتراف عالميا بقيمة ومكانة اللغة الفرنسية  أنه بعد عام 1880،  وبشكل خاص بعد انتهاء هذا القرن، زادت الكفاءة في اللغة الفرنسية بين الناطقين باللغة الهولندية بشكل مذهل.
على الرغم من أن غالبية السكان ظلوا يتحدثون بلغتين حتى النصف الثاني من القرن العشرين،  لم تعد لهجة برابانت الأصلية  تنتقل من جيل إلى آخر،  مما أدى إلى زيادة الناطقين باللغة الفرنسية أحادين اللغة من عام 1910 وما بعده. أضعف هذا التحول اللغوي بعد الستينيات،  حيث تم إصلاح الحدود اللغوية، وتم تأكيد وضع اللغة الهولندية كلغة رسمية،  وانتقل مركز الثقل الاقتصادي شمالًا إلى فلاندرز.
ومع ذلك، مع استمرار وصول المهاجرين وظهور بروكسل بعد الحرب كمركز للسياسة الدولية، استمر الموقف النسبي لهولنديين في الانخفاض. في نفس الوقت، مع توسيع منطقة بروكسل الحضرية،  أصبح عدد آخر من البلديات الناطقة بالهولندية في محيط بروكسل أيضًا ناطقة بالفرنسية. هذه الظاهرة الإمبريالية الثقافية المتمثلة في توسيع الفرنسة، والتي غالبًا ما تكون مشبعة بموقف متناغم من بعض المجتمعات الناطقة بالفرنسية الناطقة باللغة الهولندية تجاه الهولنديين - يطلق عليها خصومها  - مع مستقبل بروكسل،  واحدة من أكثر الموضوعات إثارة للجدل في السياسة البلجيكية.

## أصول تاريخية

### الحكم النمساوي
في أعقاب معاهدة أوتريخت، تم نقل السيادة الإسبانية على جنوب هولندا إلى الفرع النمساوي لبيت هابسبورغ. بدأ هذا الحدث عصر هولندا النمساوية.

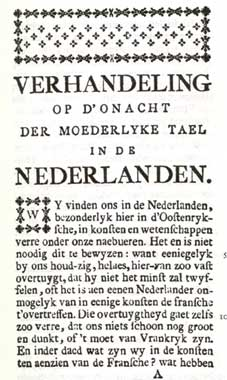
الصفحة الأولى من أطروحة فيرلوي حول تجاهل اللغة الأم في هولندا (1788)، والتي تعتبر أول عمل يتناول مشكلة اللغة في فلاندرز.

في القرن الثامن عشر، كانت هناك بالفعل شكاوى حول تراجع استخدام اللغة الهولندية في بروكسل، والتي تحولت إلى وضع «لغة الشارع». كانت هناك أسباب مختلفة لهذا. السياسات القمعية لهابسبورغ بعد تقسيم البلدان المنخفضة والهجرة التالية للنخبة الفكرية تجاه الجمهورية الهولندية تركت فلاندرز محرومين من الطبقة الاجتماعية العليا. بعد نهاية العصر الذهبي الهولندي في القرن السابع عشر والجمهورية الهولندية في الانخفاض، فقد الهولنديون المزيد من المكانة كلغة للسياسة والثقافة والأعمال. وفي الوقت نفسه، كانت الثقافة الفرنسية تنتشر بسرعة. على سبيل المثال، عرض مسرح لا موناي 95٪ من المسرحيات باللغة الفرنسية بحلول منتصف القرن الثامن عشر. خلال حرب الخلافة النمساوية، بين عامي 1745 و 1749، كانت بروكسل تحت الحكم الفرنسي. في ظل هذه الظروف، خاصة بعد عام 1780، أصبحت اللغة الفرنسية هي اللغة المعتمدة لكثير من البرجوازيين الفلمنديين، الذين أطلقوا عليها فيما بعد اسم فرانكيليجون (بشكل فضفاض: القليل من الفرنسيين ). أصبحت الطبقات الأدنى أفقر تدريجياً، وبحلول عام 1784، كان 15٪ من السكان في حالة فقر. كانت الأقلية الصغيرة الناطقة بالفرنسية ثرية للغاية وتشكل الطبقة الاجتماعية العليا.
كانت نسبة سكان بروكسل الذين يستخدمون اللغة الفرنسية في الحياة العامة تتراوح بين 5 و10 في المائة في عام 1760، وارتفعت إلى 15 في المائة في عام 1780. وفقًا للمحفوظات المصادق عليها والوثائق الرسمية المختلفة، يبدو أن خمس الإعلانات البلدية والأوامر الرسمية كُتبت باللغة الفرنسية. بعد عشرين سنة ارتفع هذا إلى ربع؛ ومع ذل، فإن أكثر من نصف الوثائق الرسمية باللغة الفرنسية نشأت من البرجوازية الناطقة بالفرنسية، والتي كانت تشكل عُشر السكان.

## إنشاء الحدود اللغوية

المناطق اللغوية في بلجيكا: أصبحت بروكسل جيبًا ثنائي اللغة رسميًا داخل منطقة اللغة الهولندية
Dutch language area

## تعدادات اللغة

### توسيع منطقة العاصمة
| عام  | هولندي | فرنسي |
| ---- | ------ | ----- |
| 1910 | 49.1٪  | 49.3٪ |
| 1920 | 39.2٪  | 60.5٪ |
| 1930 | 34.7٪  | 64.7٪ |
| 1947 | 25.5٪  | 74.2٪ |

## إعادة تقييم اللغة الهولندية
وسط التوتر في جميع أنحاء البلاد، بدأ الإهمال الاجتماعي اللغوي للغة الهولندية في التلاشي. كان الاعتراف باللغة الهولندية هي اللغة الوحيدة للفلاندرز، والتوسع في نظام تعليمي فلمنكي يعمل بشكل جيد، وتنمية الاقتصاد الفلمندي، وتعميم اللغة الهولندية القياسية، كل ذلك كان مسؤولاً عن تنشيطه. رأى المجتمع الفلمنكي أنه إذا أرادت الهولندية أن يكون لها مكانة بارزة في بروكسل، فسوف تحتاج إلى جعل الاستثمار في تعليم اللغة الهولندية هو الشاغل الأساسي.

### التنمية الاجتماعية والاقتصادية للفلاندرز
أولئك الذين ولدوا لعائلة هولندية أحادية اللغة في بروكسل كان لديهم دائمًا مستوى تعليمي أقل من المتوسط في بروكسل. على النقيض من ذلك، فإن 30 ٪ من الفلمنج الذين انتقلوا إلى بروكسل من مكان آخر حصلوا على شهادة جامعية أو غيرها من التعليم بعد الثانوي ، وكانوا مؤهلين تأهيلًا عاليًا. على سبيل المثال، منذ عام 1970 في بلجيكا ككل، كان هناك عدد أكبر من الطلاب المسجلين في جامعات اللغة الهولندية من الجامعات الفرنسية. إن استدعاء متحدث باللغة الهولندية لم يعد يثير صوراً لعمال الطبقة الدنيا، كما كان الحال منذ فترة طويلة. تعد ثنائية اللغة شرطا أساسيا للوظائف ذات الأجر الجيد،  وما هي المكانة التي تتمتع بها اللغة الهولندية في بروكسل حاليا لأسباب اقتصادية. لا علاقة للأهمية الاقتصادية لهولندا في بروكسل بنسبة بروكسل التي تتحدث باللغة الهولندية. بدلاً من ذلك، فإن العلاقات بين الشركات في بروكسل والشركات الفلمنكية، أو بشكل عام، مع الشركات الناطقة باللغة الهولندية ككل هي التي تضمن الأهمية الاقتصادية للهولندية في بروكسل.